# Aree del sughero
Le aree del sughero sono zone ben delimitate del bacino del Mediterraneo, dove sono presenti in modo diffuso le querce da sughero (Quercus suber).
Queste regioni interessano due continenti, l'Europa e l'Africa, occupando alcune aree di diverse nazioni (Portogallo, Spagna, Francia, Italia, Marocco, Algeria e Tunisia).
Nel continente africano, le aree del sughero si estendono a ridosso della costa del Maghreb, interessando la parte settentrionale di Marocco, Algeria e Tunisia.
Nel continente europeo le aree del sughero interessano diverse zone del bacino del Mediterraneo centro-occidentale, occupando gran parte della penisola iberica centro-meridionale, la Catalogna, alcune aree della Francia meridionale e alcune zone della Corsica, della Sardegna e della Sicilia; l'unica rilevante area del sughero nella penisola italiana si estende nella Maremma grossetana, inoltrandosi anche nella parte meridionale della provincia di Livorno e nella parte nord-occidentale del Lazio interessando la porzione sub-litoranea della provincia di Viterbo.
Nonostante la lontananza tra le singole aree del sughero, tutte queste zone hanno in comune tra loro l'appartenenza alla sottozona calda di 2º tipo del Lauretum, caratterizzata da clima sub-arido con inverno non particolarmente freddo, estate secca e moderatamente calda, precipitazioni scarse e concentrate prevalentemente in un'unica stagione ed eliofania annua molto elevata. 
Tutte queste aree presentano conseguentemente un elevato rischio di incendi nella stagione estiva e, l'evoluzione di questa quercia sempreverde, ha permesso di sviluppare lo strato di suberina che, come un materiale isolante, la protegge sia dalle fiamme in caso di incendio, sia dalle temperature elevate e dalla prolungata siccità evitando la disidratazione dell'albero.
La quercia viene decorticata generalmente con cadenza decennale per poter ricavare il sughero; l'operazione avviene così di rado in funzione del tempo occorrente alla pianta per formare un nuovo strato di suberina.